# محمد الدرهم
محمد الدرهم فنان مغربي بدأ مسيرته رفقة مجموعة جيل جيلالة كما لعب بعض الأدوار كممثل مثل دوره في فيلم امرأة تريد الطلاق .
له العديد من الاغاني المؤلف لحنها بنفسه و مغنيها بمفرده دون مجموعة جيل جلالة
ت